# 赫尔曼·凯恩
赫尔曼·凯恩（英語：Herman Cain，1945年12月13日—2020年7月30日），美国佐治亚州的作家、商业主管、电台主持、联合专栏作家及茶党运动支持者。他曾参与2012年美国总统选舉共和党内初选。

## 簡介
凯恩成长于佐治亚州，于1967年从莫尔豪斯学院拿到数学专业的理学学士学位。之后，他又于1971年从普渡大学拿到计算机科学专业的理学硕士学位，并且还在美国海军部有一份全职工作。1977年，他进入皮尔斯百利公司，在该公司最高做到副总裁。
20世纪80年代，他在汉堡王的成功运作使得皮尔斯百利公司任命他为教父披萨的主席和首席执行官，他在该职位上从1986年做到1996年。
1989年到1991年，凯恩任堪萨斯城联邦储备银行奥马哈支行主席。他于1992-1994年成为堪萨斯城联邦储备银行副主席，1995-1996年晋升为主席。1995年，受美國眾議院議長紐特·金里奇任命，凯恩进入肯普委员会，并担任鲍勃·多尔总统竞选时的高级经济顾问。1996－1999年，凯恩成为全国餐饮业协会的首席执行官。
2011年5月，凯恩宣布自己参加总统竞选，成為共和黨唯一的非裔美國人參選人。他提出的“9-9-9税收计划”以及在辩论中的表现，使他在2011年秋季共和党候选人中成为领跑者，在民意调查中领先于奥巴马总统。11月，凯恩受到性丑闻指控，这最终导致他在12月3日宣布中止竞选活动。2012年1月28日，凯恩公开宣布，他支持紐特·金里奇作为共和党的总统候选人。他其后支持米特·羅姆尼參選美國總統。
2020年7月初，凯恩出现2019冠状病毒病症状而被送入医院，7月30日，不治去世。